# ほいきたッ!ラジオ新鮮組
ほいきたッ!ラジオ新鮮組（ほいきたラジオしんせんぐみ）は、ラジオ大阪において、月曜日から金曜日の昼の時間帯で、1987年10月から1989年9月まで放送されていたラジオ番組である。
主に大阪、近畿地方を拠点に活躍するタレント、歌手などが日替わりでレギュラーパーソナリティを務めていた。なお、これと同じ時期にラジオネットワークがラジオ大阪と同様NRNの加盟局である岩手放送で放送されていた『爆発ワイドラジオ新鮮組』とは“ラジオ新鮮組”でタイトルが共通しているものの、特に関係は無い。

## 放送時間
| 期間                   | 放送時間                      |
| ---------------------- | ----------------------------- |
| 1987年10月 - 1988年9月 | 月曜日 - 金曜日 13:00 - 16:00 |
| 1988年10月 - 1989年9月 | 月曜日 - 金曜日 13:00 - 15:00 |

## パーソナリティ
- 月曜日
  - 宮川大助・花子 （1989年3月まで）
  - 伊藤秀志 （1988年9月まで）
  - みやなおこ （1988年10月 - ）
  - 円広志 （1989年4月 - 同年9月、金曜日から移動）
  - 寺嶋千恵子 （1989年4月 - 同年9月、金曜日から移動）
- 火曜日
  - 河島英五
  - あらい舞 （1988年3月まで）
  - イルカ （1988年4月 - 同年9月）
  - 中西ふみ子 （1989年4月 - 同年9月）
- 水曜日
  - 丼梅田 （1989年3月まで →金曜日へ移動）
  - ミヤ蝶子 （1989年3月まで）
  - 杉田二郎 （1989年4月 - 同年9月）
  - 尾崎芳子 （1989年4月 - 同年9月）
- 木曜日
  - ばんばひろふみ
  - 蕭秀華
- 金曜日
  - 円広志 （1989年3月まで →月曜日へ移動）
  - 寺嶋千恵子 （1989年3月まで →月曜日へ移動）
  - 若井小づえ・みどり （1989年3月まで）
  - 丼梅田 （1989年4月 - 同年9月、水曜日から移動）
  - 鈴木美智子 （1989年4月 - 同年9月）

## コーナー
- しきたり百科
- エバラショッピングデイト
- サントリー出前寄席
- はっぴい8ちゃん （関西テレビのインフォメーションコーナー）
など

| ラジオ大阪 平日昼ワイド枠                  | ラジオ大阪 平日昼ワイド枠 | ラジオ大阪 平日昼ワイド枠               |
| 前番組                                     | 番組名                    | 次番組                                  |
| ------------------------------------------ | ------------------------- | --------------------------------------- |
| みんなでみんなでリクエスト バンザイ!歌謡曲 | ほいきたッ!ラジオ新鮮組   | OBCなんでもリクエスト （13:00 - 16:00） |